# Parashop
Parashop Diffusion est une entreprise française de commerce de parapharmacie créée en 1993 et dont le siège social est à Paris.
À fin avril 2020 elle compte 55 magasins.

## Histoire
La société a été cédée en 1995 au groupe suisse Maus Frères Holding.
En 2014, l’enseigne réalisait un chiffre d’affaires de 125 millions d’euros.
En octobre 2014, Maus Frères Holding cède l'entreprise pour 1 € à Patrick Schiltz.
En 2015, Parashop se voit refuser l'homologation d'un plan social prévoyant 85 licenciements et la fermeture de 14 magasins.
En 2016, Parashop signe un partenariat d'achat avec Auchan.
En 2018 Patrick Schiltz revend Parashop à Alexandre Almajeanu et Jean-Claude Sirop (qui possède plusieurs laboratoires de cosmétique et la marque Thalgo).
En désaccord sur la stratégie de redressement à mener et face à la lenteur de la numérisation de l'activité, Alexandre Almajeanu cède ses actions à son associé en novembre 2019. La même année, Parashop cède sa branche italienne à Medi-Market, le groupe belge de parapharmacie,,.
Fortement affectée par la crise sanitaire de 2020, la société a été placée en redressement judiciaire le 6 mai 2020. Elle est reprise par Medi-Live, un grossiste pharmaceutique,,.